# 166 (číslo)
Sto šedesát šest je přirozené číslo, které následuje po čísle sto šededesát pět a předchází číslu sto šedesát sedm. Římskými číslicemi se zapisuje CLXVI.

## Chemie
- 166 je nukleonové číslo nejběžnějšího izotopu erbia.[1]

## Matematika
- deficientní číslo

## Doprava
Silnice II/166 je česká silnice II. třídy vedoucí na trase Smědeč – Chvalšiny – Kájov

## Astronomie
- 166 Rhodope je planetka hlavního pásu.
- HD 166 je hvězda 6. hvězdné velikosti v souhvězdí Andromedy.

## Roky
- 166
- 166 př. n. l.